# Big Shot
Big Shot è un singolo del rapper statunitense Kendrick Lamar, pubblicato il 9 febbraio 2018 in collaborazione con Travis Scott.

## Tracce
1. Big Shot – 3:41